# Icosidodecaedro troncato
In geometria solida l'icosidodecaedro troncato (o grande rombicosidodecaedro) è uno dei tredici poliedri archimedei.
Ha 62 facce, divise in 12 decagoni, 20 esagoni e 30 quadrati, 180 spigoli e 120 vertici, in ciascuno dei quali concorrono un decagono, un esagono ed un quadrato.
La terminologia utilizzata per descrivere questo solido è impropria: troncando le 30 cuspidi dell'icosidodecaedro, infatti, si otterrebbero delle facce rettangolari anziché quadrate. L'icosidodecaedro troncato è più propriamente un icosidodecaedro rombitroncato.

## Area e volume
L'area {\displaystyle A} ed il volume {\displaystyle V} di un icosidodecaedro troncato i cui spigoli hanno lunghezza {\displaystyle a} sono le seguenti:
{\displaystyle A=30\left(1+{\sqrt {2\left(4+{\sqrt {5}}+{\sqrt {15+6{\sqrt {5}}}}\right)}}\right)a^{2}}
{\displaystyle V=\left(95+50{\sqrt {5}}\right)a^{3}}

## Dualità
Il poliedro duale dell'icosidodecaedro troncato è l'esacisicosaedro.

## Simmetrie
Il gruppo delle simmetrie dell'icosidodecaedro troncato ha 120 elementi; il gruppo delle simmetrie che preservano l'orientamento è il gruppo icosaedrale {\displaystyle I\cong A_{5}}. Sono gli stessi gruppi di simmetria dell'icosaedro, del dodecaedro e dell'icosidodecaedro.
| dodecaedro | icosidodecaedro troncato | icosaedro |

## Altri solidi
L'icosidodecaedro troncato può essere ottenuto troncando al contempo tanto le cuspidi quanto gli spigoli dell'icosaedro o, equivalentemente, del dodecaedro.

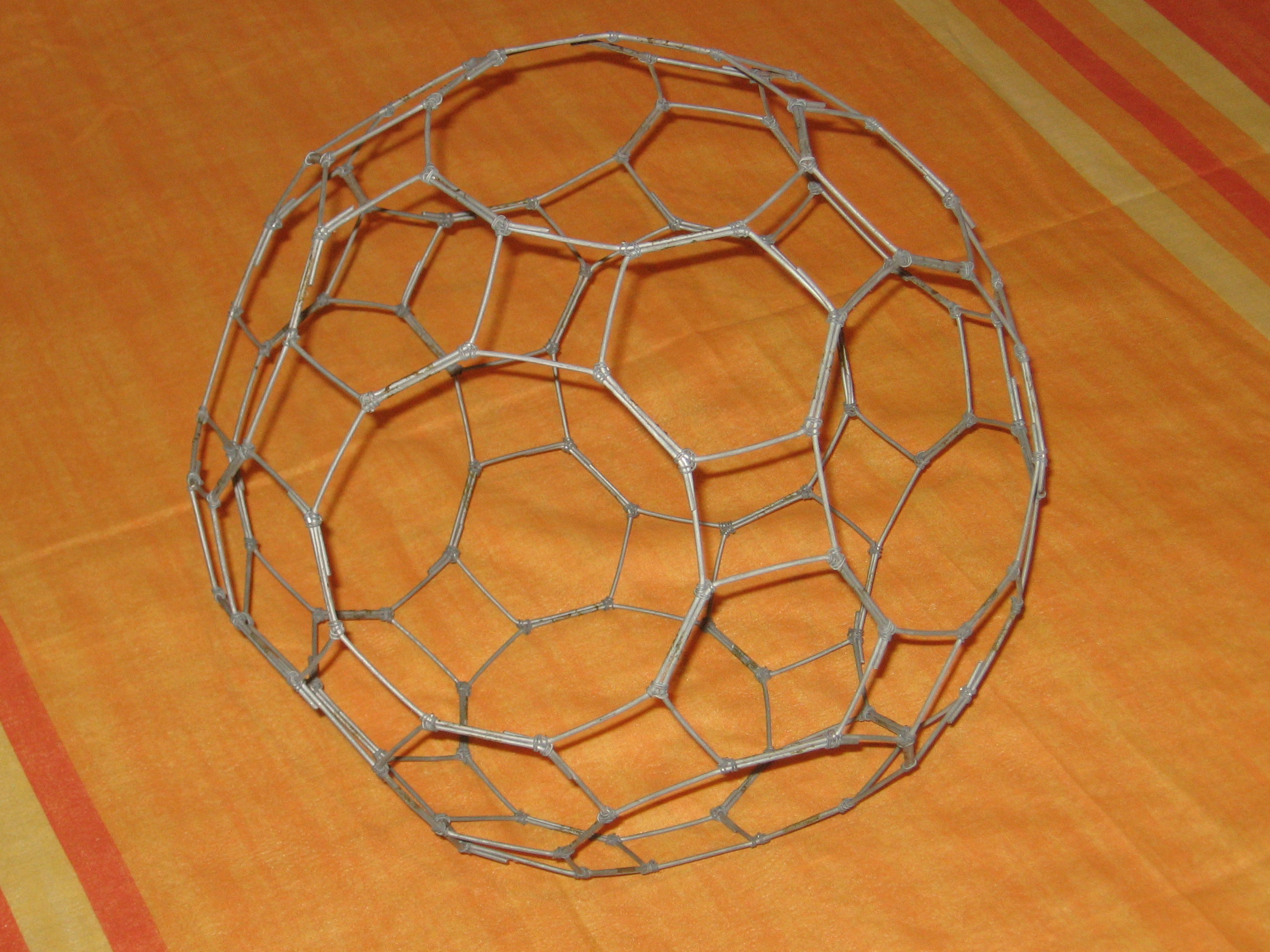
Scheletro dell'icosidodecaedro troncato

Le venti facce esagonali e le dodici facce decagonali dell'icosidodecaedro troncato giacciono sui piani delle facce di un icosaedro e di un dodecaedro, rispettivamente. Le trenta facce quadrate, invece, giacciono sugli stessi piani delle facce di un triacontaedro rombico, poliedro duale dell'icosidodecaedro.
In altre parole, unendo i centri dei decagoni si ottiene un icosaedro, unendo i centri degli esagoni un dodecaedro ed unendo i centri dei quadrati un icosidodecaedro.
Unendo vertici alterni dell'icosidodecaedro troncato si ottiene un poliedro simile al dodecaedro simo, ma con facce non regolari.